# Куттян (станция)
Станция Куттян (яп. 倶知安駅 куттян эки) — железнодорожная станция в японском посёлки Куттян, обслуживаемая компанией JR Hokkaido. Станция также планируется стать станцией Хоккайдо Синкансэн, которую планируется открыть в 2025 году.

## История
Станция Куттян была открыта 15 октября 1904 года. С приватизацией JNR она перешла под контроль JR Hokkaido.

## Линии
- JR Hokkaido
  - Хоккайдо-синкансэн (Планируется)
  - Главная линия Хакодате